# Quimper Bretagne Occidentale
Quimper Bretagne Occidentale ist ein französischer Gemeindeverband mit der Rechtsform einer Communauté d’agglomération im Département Finistère in der Region Bretagne. Er wurde am 17. November 2016 gegründet und umfasst 14 Gemeinden. Sitz der Verwaltung ist Quimper.

## Gründung
Als Nachfolgeorganisation der Gemeindeverbände Quimper Communauté und Pays Glazik sowie der Gemeinde Quéménéven entstand sie mit Wirkung vom 1. Januar 2017.

## Mitgliedsgemeinden
Quimper Bretagne Occidentale besteht aus folgenden 14 Gemeinden:
| Gemeinde                     | Bretonisch   | Einwohner (2022) | Fläche (km²) | Code postal | Code Insee |
| ---------------------------- | ------------ | ---------------- | ------------ | ----------- | ---------- |
| Briec                        | Brieg        | 5.815            | 67,87        | 29510       | 29020      |
| Edern                        | Edern        | 2.199            | 39,98        | 29510       | 29048      |
| Ergué-Gabéric                | An Erge-Vras | 8.576            | 39,87        | 29500       | 29051      |
| Guengat                      | Gwengad      | 1.836            | 22,72        | 29180       | 29066      |
| Landrévarzec                 | Landrevarzeg | 1.874            | 20,32        | 29510       | 29106      |
| Landudal                     | Landudal     | 910              | 16,69        | 29510       | 29107      |
| Langolen                     | Langolen     | 839              | 16,92        | 29510       | 29110      |
| Locronan                     | Lokorn       | 806              | 8,08         | 29180       | 29134      |
| Plogonnec                    | Plogoneg     | 3.223            | 54,14        | 29180       | 29169      |
| Plomelin                     | Ploveilh     | 4.216            | 26,08        | 29700       | 29170      |
| Plonéis                      | Ploneiz      | 2.405            | 21,99        | 29710       | 29173      |
| Pluguffan                    | Pluguen      | 4.229            | 32,09        | 29700       | 29216      |
| Quéménéven                   | Kemeneven    | 1.116            | 28,21        | 29180       | 29229      |
| Quimper                      | Kemper       | 64.530           | 84,45        | 29000       | 29232      |
| Quimper Bretagne Occidentale |              | 102.574          | 479,41       | –           | –          |